# Мушмула
Мушмула (Mespilus) је род скривеносеменица из фамилије ружа (Rosaceae), сродан глогу. Обухвата две врсте дрвенастих биљака. Плод касно дозрева и остаје јестив читаве зиме, чак иако није убран са дрвета. Цвета почетком маја, цветови су бели и крупни. Плод је сладак и укусан, али се не једе љуска, већ само садржина (која је кашаста). Семе је крупно.
Штернова мушмула (Mespilus canescens), откривена у Северној Америци 1990, је према неким изворима хибрид (Crataemespilus × canescens) обичне мушмуле (Mespilus germanica) и једне или већег броја северноамеричких врста из рода глога.

## Галерија
- Кора
- Цвет и лист